# Ellen Key

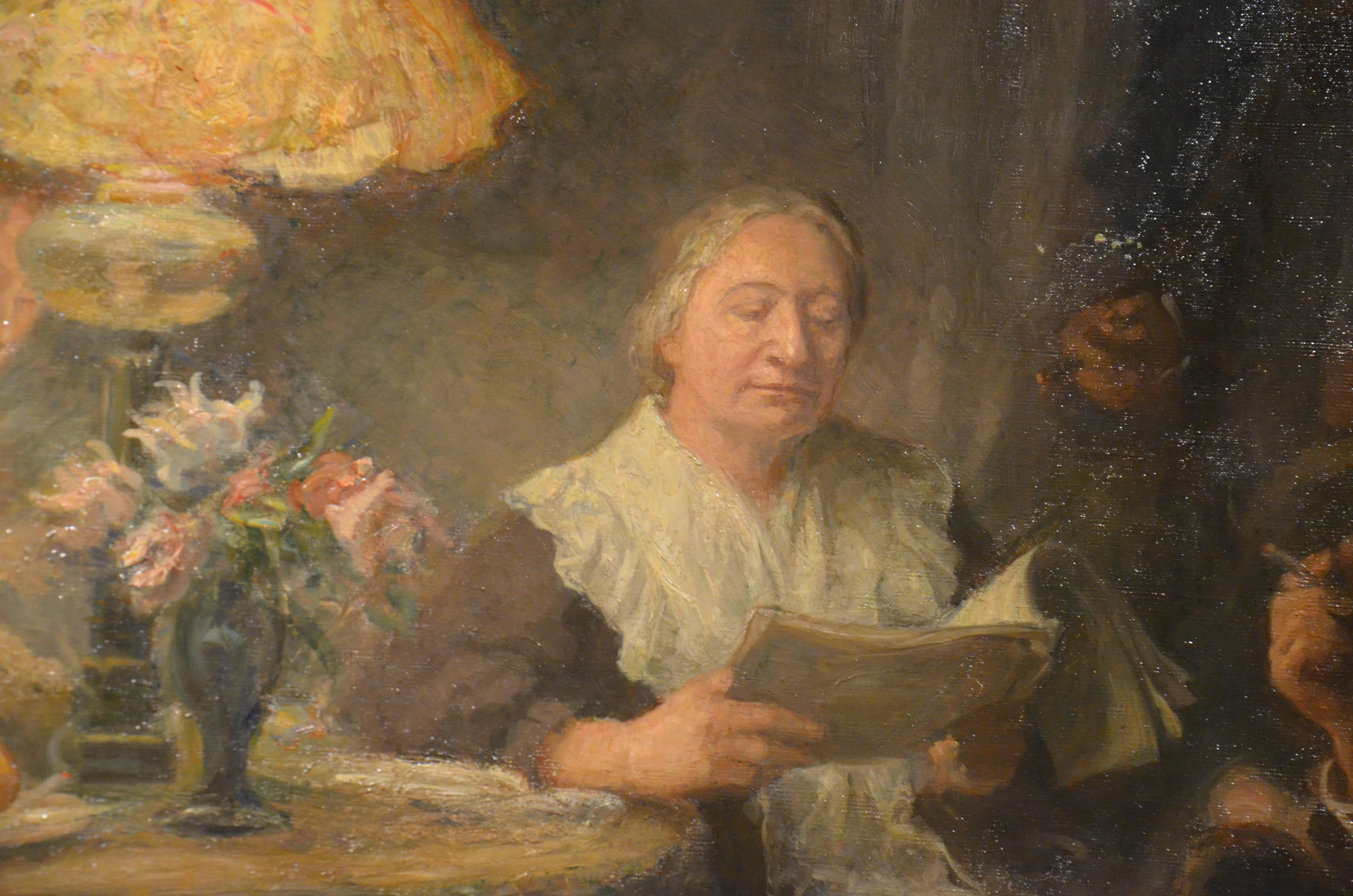
Ellen Key i en detalj av målningen Vänner av Hanna Pauli.

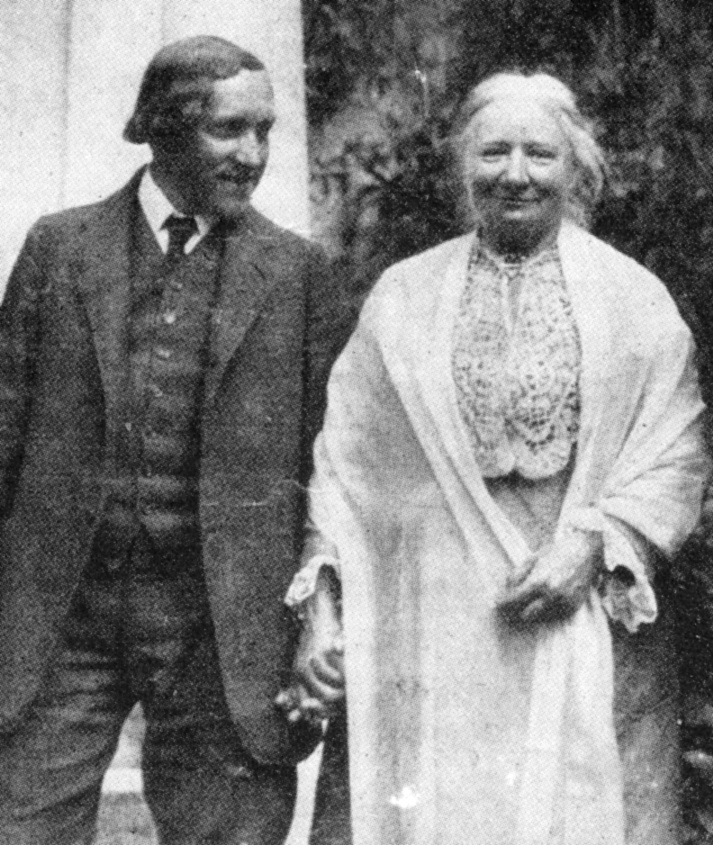
Skulptören Carl Milles och Ellen Key omkring 1915.

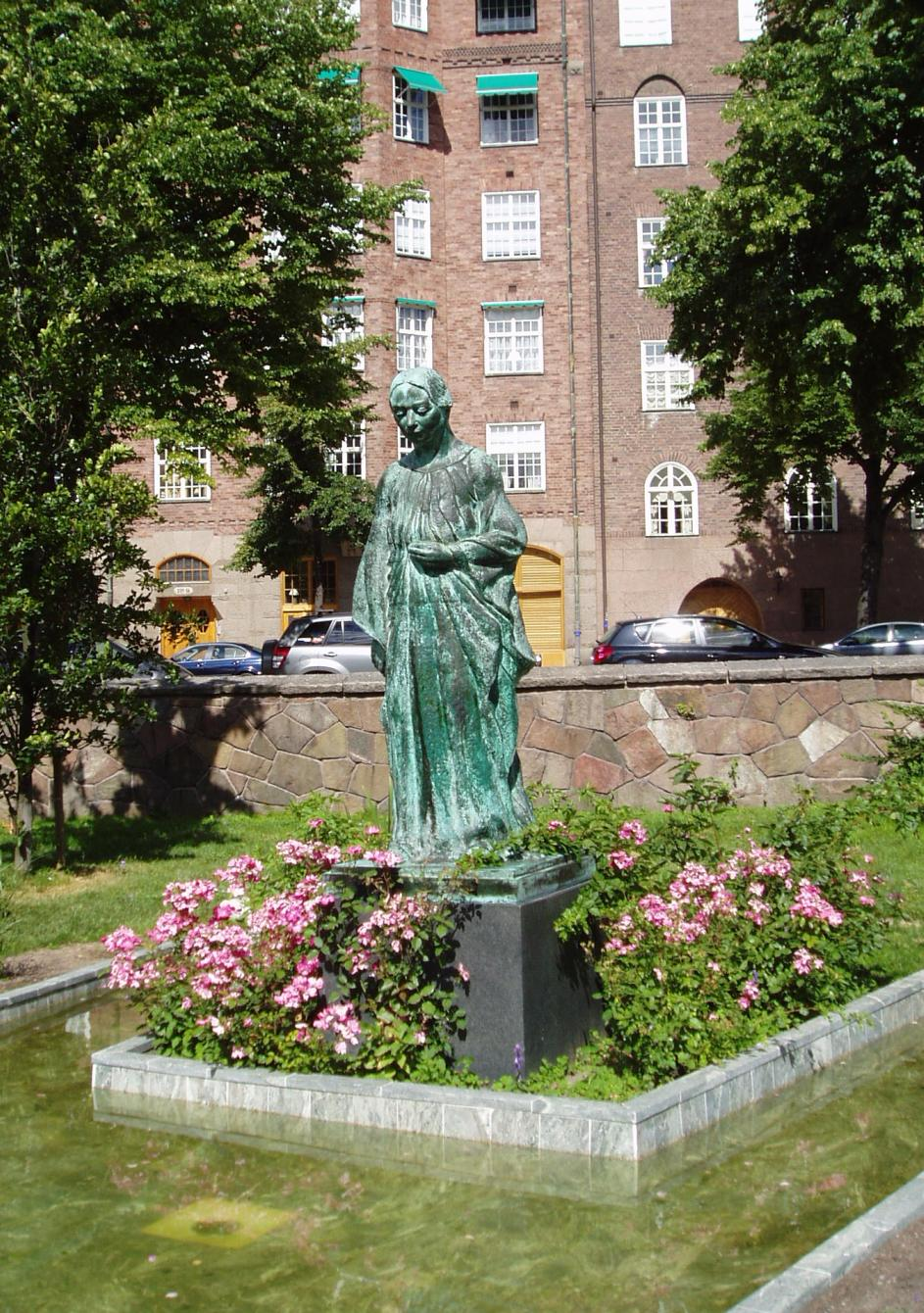
Bronsstaty av Ellen Key i Ellen Keys park i Stockholm, utförd av Sigrid Fridman 1953.

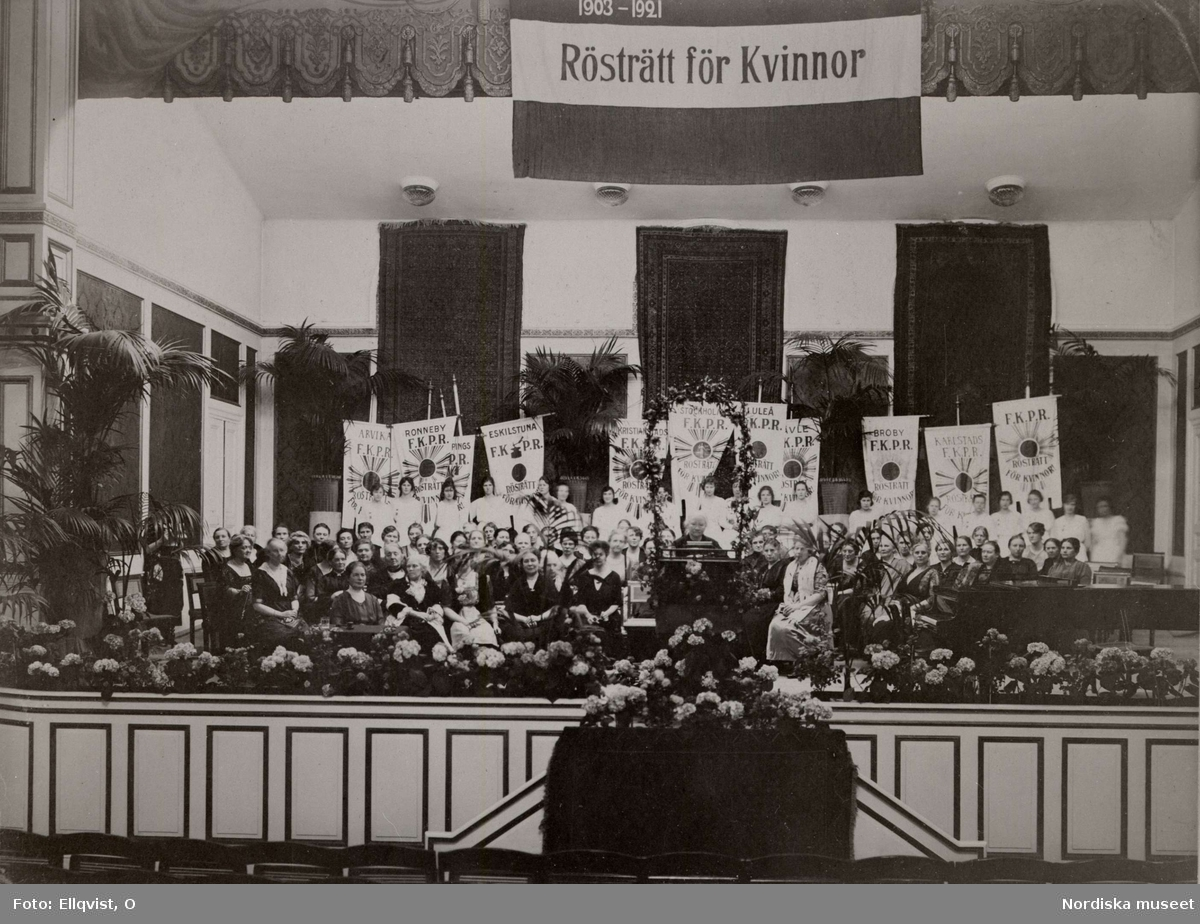
Ellen Key i talarstolen när Landsföreningen för kvinnans politiska rösträtt firar den nyvunna rösträtten för kvinnor 1921.

Ellen Karolina Sofia Key (uttal: [kej]), född 11 december 1849 i Gladhammars socken utanför Västervik, död 25 april 1926 i hemmet Strand på sydsluttningen av Omberg vid Vättern, var en svensk författare, pedagog och kvinnosaksideolog. Hon är mestadels känd som tidig feminist och sexolog.

## Biografi

### Uppväxt
Ellen Key föddes i Gladhammars socken utanför Västervik, och var dotter till riksdagspolitikern Emil Key (1822–1892) och grevinnan Sofia Ottiliana Posse (1824–1884) på Sundholms herrgård i södra Tjust i grevliga ätten Posse. Modern var kusin till statsminister Arvid Posse. Hon fick undervisning i hemmet av guvernanter innan hon började på konfirmationsundervisning hos systrarna Åhlin och på Rossanderska flickskolan i Stockholm. I övrigt var hon autodidakt, och hämtade sin bildning bland annat genom att fördjupa sig i föräldrarnas stora herrgårdsbibliotek.
Redan i unga år blev hon sin fars sekreterare och fick under vinterhalvårets riksdagssessioner agera värdinna vid faderns möten med politiker och kulturpersonligheter i våningen i Stockholm. Den svenska släkten Key härstammar enligt sägen från James MacKay som kom till Sverige från Skottland under det 30-åriga kriget.

### Tidigt yrkesliv och författarskap
På 1870-talet bildade Key en söndagsskola i sin hembygd för traktens barn. Sedan Sundsholms gård gått familjen ur ägorna på grund av faderns konkurs försörjde hon sig som lärarinna på Anna Whitlocks skola, som hon varit med och startat. Samtidigt höll hon föreläsningar på Stockholms arbetarinstitut och andra sammanhang i framför allt litteratur och historia. Hon blev nationellt uppmärksammad som opinionsbildare när hon 1889 föreläste om yttrande- och tryckfriheten på studentföreningen Verdandi.
Key är känd som författare och pedagog. Som författare har hon utgivit bland annat en biografi över sin far, flera feministiska artiklar, böcker om folkbildning, arbetarrörelsen och samtidspolitiska pamfletter, samt författaranalyser. Det verk som blivit mest omtalat är Barnets århundrade (1900) som översatts till 26 språk och handlade om Keys synpunkter på skola och uppfostran, Skönhet för alla (1899), som är hennes estetiska manifest, sammanfattningen av hennes livsfilosofi i Lifslinjer I-III (1903–1906) samt Missbrukad kvinnokraft (1896) där hon från ett särartsfeministiskt perspektiv vände sig mot vad hon såg som kvinnorörelsens överdrifter.

### Ellen Keys ideologi och liv
Ellen Keys ideologiska grundval är individualism, empirism och humanism. Hon vann både stor beundran och fick motta skarp kritik. Kritiken grundade sig bland annat på hennes avståndstagande från kristendomen, som sågs som moralupplösande, hennes kamp för kvinnors rättigheter, hennes påstått "antipatriotiska" hållning i fredsfrågor samt vad som ansågs vara en legitimering av eugenik. Men hon kan anses ha bidragit till att samhället i högre grad satt barns bästa i centrum. Key utövade stor påverkan på skolväsendet, genom att hon påverkad av Rousseau förkastade den auktoritära pedagogiken och den segregerade undervisningen.
Hon var en av sin tids mest inflytelserika författare, även utanför Sveriges gränser. Hon var vän med och introducerade till svenska läsare bland annat Romain Rolland, Rainer Maria Rilke, Martin Buber och Lou Andreas Salomé. Under 1800-talet umgicks hon med dåtidens stora dramatiker, Victoria Benedictsson, Signe Sohlman och Anne Charlotte Leffler. Tillsammans med matematikern Sofja Kovalevskaja utgjorde de en viktig del av 1880-talets radikala författarkrets. Under samma tid inleddes hennes nära vänskaper med bland andra Verner von Heidenstam, Richard Bergh, Hanna Pauli och Oscar Levertin. Flera av dessa ingick i den nära vänkretsen som kallade sig Juntan, förevigad i Hanna Paulis målning Vänner färdigställd 1907. Hennes vänskapliga band till August Strindberg gick med tiden över i en ömsesidig bitter fiendskap, manifesterad bland annat i Strindbergs roman Svarta fanor, där Key framställdes under namnet Hanna Paj som en intrigerande och osympatisk person. Motståndaren Vitalis Norström skrev 1902 boken Ellen Keys tredje rike. En studie över radikalismen som kritik av hela det kulturradikala projektet.
Ellen Key umgicks även med amerikanske arkitekten och den moderne tänkaren Frank Lloyd Wright, även om de aldrig möttes personligen; kontakterna dem emellan sköttes av Martha Cheney Borthwick (sambo till Wright 1909–1914). Dessa två bosatte sig i Europa, i ett försök att undvika uppmärksamheten i USA och Wrights hustru Catherine Wright som inte ville skiljas. Wright bidrog också till att introducera Key i USA, och Borthwick fungerade som översättare till engelska. Borthwick övergav sina barn för att kunna leva med Wright, ett faktum som gav Ellen Key insikt i konsekvenserna av "den fria kärleken".
Keys påverkan på Wright kan skönjas i bygget av hans eget hem Taliesin 1913.

### Senare år

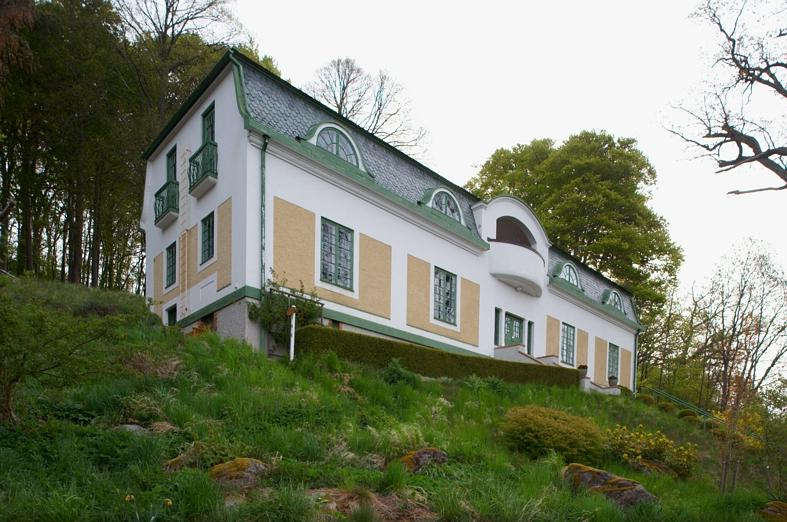
Ellen Keys hem, Strand.

Efter nästan ett decennium på resande fot i Europa beslutade hon sig för att slå sig till ro vid Ombergs södra udde vid Vättern, nära sina båda vänner prins Eugen och Verner von Heidenstam. Åren 1910–1911 lät hon bygga sitt hem Strand, med inspiration från det älskade barndomshemmet Sundsholm i jugendstil och i stil enligt den italienska villan. Här levde hon i 16 år och ägnade större delen av sin tid att ta emot gäster från när och fjärran. I gästboken på Strand, som senare blivit en turistattraktion, finns närmare 4 000 namn inskrivna, inklusive Martha Cheney Borthwick (se ovan) från den 9 juni 1910.
Åderförkalkning och en hjärnblödning ledde till hennes död i hemmet klockan 00:20 den 26 april 1926. Key hade krävt att all flärd omkring hennes bortgång skulle undvikas, och hon vilade därför i en kista av ek på en bädd av vildblommor (blåsippor) och grönt från barndomshemmet Sundsholm samt från Strand. Hon vigdes till den sista vilan av ärkebiskop Nathan Söderblom och fick efter eldbegängelse i Örebro krematorium sitt sista vilorum i familjegraven på Västerviks kyrkogård.

## Ellen Key som tänkare
Keys tankevärld präglades av samtidens stora idéströmningar allra främst evolutionismen och liberalismen. Hon förespråkar individens frihet att utvecklas, men hela tiden med ett socialt ansvar för kollektivet och för dem som inte har samma möjligheter, se till exempel Några tankar om yttrande- och tryckfrihet från 1889, i moderniserad nyutgåva 2006, och Individualism och socialism (1896). Som pedagog blev hon banbrytande med att lyfta fram barnens rätt och möjlighet att få utvecklas enligt sina egna potential, och påverkade samtida pedagoger som till exempel Maria Montessori. I sitt arbete för fred (till exempel Själarnas neutralitet 1916) kämpade hon för respekt och samförstånd mellan folken. Allra tydligast kom hennes kamp för de sämre lottade till uttryck i engagemanget för arbetarkvinnorna i Stockholm under 1890-talet. Keys hem Strand byggdes för att efter hennes död fungera som sommarhem för dessa kvinnor. Hennes vision om det goda hemmet kom till uttryck dels genom skrifter (Skönhet för alla 1899) och genom bygget av Strand. Det är också som estet, påverkad av bland annat Arts and Craftsrörelsen och jugendstilen, som Key är bäst ihågkommen.

### Rasbiologi och eugenik
Key växte upp i ett liberalkristet hem, och kom under uppväxten att ifrågasätta både den statskyrkliga kristendomen, liksom de pietistiska väckelserörelserna. Från 1879 studerade hon bland annat Charles Darwin, Herbert Spencer, T.H. Huxley och Ernst Haeckel. På hösten samma år träffade hon både Huxley och Haeckel i London. Haeckel, tysk biolog och filosof var präglad av naturvetenskaplig och evolutionistisk kunskap och förespråkade ett monistiskt synsätt, som kom att inspirera Key. Liksom många i hennes samtid anslöt hon sig till lamarckismen som hävdade att förvärvade egenskaper kunde ärvas. I hennes optimistiska syn på människans utveckling skulle individens "livsstegring" leda till altruism och medmänsklighet, men eftersom människan enligt den monistiska evolutionismen utvecklas biologiskt, socialt och andligt måste även samhället ta ett ansvar för sina medborgare i sin helhet. Keys syn på eugenik skall alltså sättas i denna kontext, och var inte ovanlig hos evolutionisterna och var även förhärskande i tidens kulturella och politiska elit. Hon omfattade de idéer som avsåg att framskapa ett högre förädlat människosläkte. Hon menade att alla barn som har möjlighet har rätt till utbildning och utveckling. Hennes Barnabalk från 1910 är föregångare till Barnkonventionen som blev lag i Sverige den 1 januari 2020. Key var ytterligt kritisk till kristendomens hårda syn på ”äkta och oäkta barn, en skillnad som mer än något annat förfalskat den verkligt etiska uppfattningen av föräldraplikterna".      
Mycket av det som i del ett av Barnets århundrade avhandlas i fråga om evolution, genetik och rasbiologi är inte bara inaktuellt och överspelat, senare vetenskap har visat att det var felaktigt. Ändå går det ej att komma ifrån att Key skriver om rasbiologi och eugenik på ett sätt som tyder på en bristande förmåga att leva sig in i de utpekade gruppernas situation. Dessutom är det oförenligt med det hon skriver exempelvis om demokrati och barns rättigheter. Det nya moderna tycks ha varit undantaget från krav på etisk granskning. Hon var en mycket medveten och djupt kännande person och det är som om den dåvarande vetenskapliga diskussionen förvillade henne från att kritiskt analysera konsekvenserna av det program hon förespråkade.

### Kvinnans roll
I boken Missbrukad kvinnokraft och en rad andra skrifter tog Ellen Key orda mot "den besinningslöshet, med vilken kvinnorna söka sig in på banor, där de icke hava bruk för sitt kvinnliga skaplynne, och där de därför frambringa medelmåttiga värden till ingen glädje för sig själva och ringa gagn för samhället". Kvinnoemancipationens stora misstag var enligt henne att den "lagt huvudvikten på kvinnans arbete, icke på hennes arbetsområde". Det vore ett misstag att "hälsa kvinnan välkommen på varje manligt arbetsområde". Kvinnans frigörelse består, enligt Key, inte i att hon försöker bli lik mannen, utan i att hon utvecklar och fullkomnar sin säregna natur. Hon bör ägna sig åt sådana levnadsbanor där kvinnlighet och moderlighet kan komma till sin rätt – såsom lärarinnans, läkarens och sjuksköterskans.
Missbrukad kvinnokraft möttes av häftig kritik från feminister och Ellen Key stämplades som en "avfälling" från kvinnosaken. I det svar Ellen Key gav på dessa angrepp sammanfattade hon sina grundtankar i att kvinnans uppgift i samhället var att förädla och humanisera. Kvinnorna borde ha rösträtt, men inte för att fördubbla männens röstetal utan för att i samhällsarbetet kunna göra insatsen av sin moderlighet.

### Plikten till lycka
Ellen Key ansåg att det är varje människas plikt att göra det bästa av sina inneboende möjligheter, att leva sitt liv helt och fullt och rikt, att hålla sin själ levande. "Huru skall en människosjäl förbli levande?" Detta är, enligt Ellen Key, "den fråga, som gör unga ögon stora av eld och av tårar". Det blir för henne livets och tillvarons stora problem. Och svaret blir att det sker genom att ständigt sträva att utveckla själens yppersta anlag och krafter. Då blir det en lycka att leva, även om försakelse, sjukdom och lidande bli en människas lott. Då blir plikten inte något som känns som något man pålagts utifrån, utan den kommer som ett inre behov, och därigenom förvandlas även den till lycka. För att vinna kraft till ett sådant liv i lycka och själsutveckling behöver vi en ny tro, livstro. Den ensam är mäktig att skänka den stora livslyckan, den som upptar och fullkomnar hela personligheten. Plikten till lycka blir det nya budet. "Lycka är att känna sig leva på det högsta sätt, man är i stånd till." Lycka är "den rikast möjliga kraftutveckling i enlighet med vår egen yppersta väsensart". För den som känner så blir plikten inte  ett tungt bud utan ett behov, framsprunget ur hans eget väsen. När han uppfyller en plikt, handlar han "i enlighet med sin egen yppersta väsensart". Plikten till lycka kräver av oss att undfly alla nöjen och njutningar av det slag som andligen eller kroppsligen försvagar, förråar eller förgiftar oss.
Key stödde dräktreformsrörelsen: hon tillhörde grundarna av Svenska drägtreformföreningen 1886 och blev en av dess första ordföranden.
Som många nittiotalister uppmärksammade hon teosofins kristendomskritik och intresse av att förena vetenskap med religion. Hon var även inspirerad av österländska tankegångar till exempel buddhismen. Men hon förhöll sig fri: ”i Almqvists efterföljd siade hon om en framtida levnadskonst som rentav skulle göra de olika konstarterna överflödiga. Goethe stod för henne som "livstrons" eller monismens, den religiöst färgade evolutionismens religionsstiftare.”

## Byggnader och platser namngivna efter Key

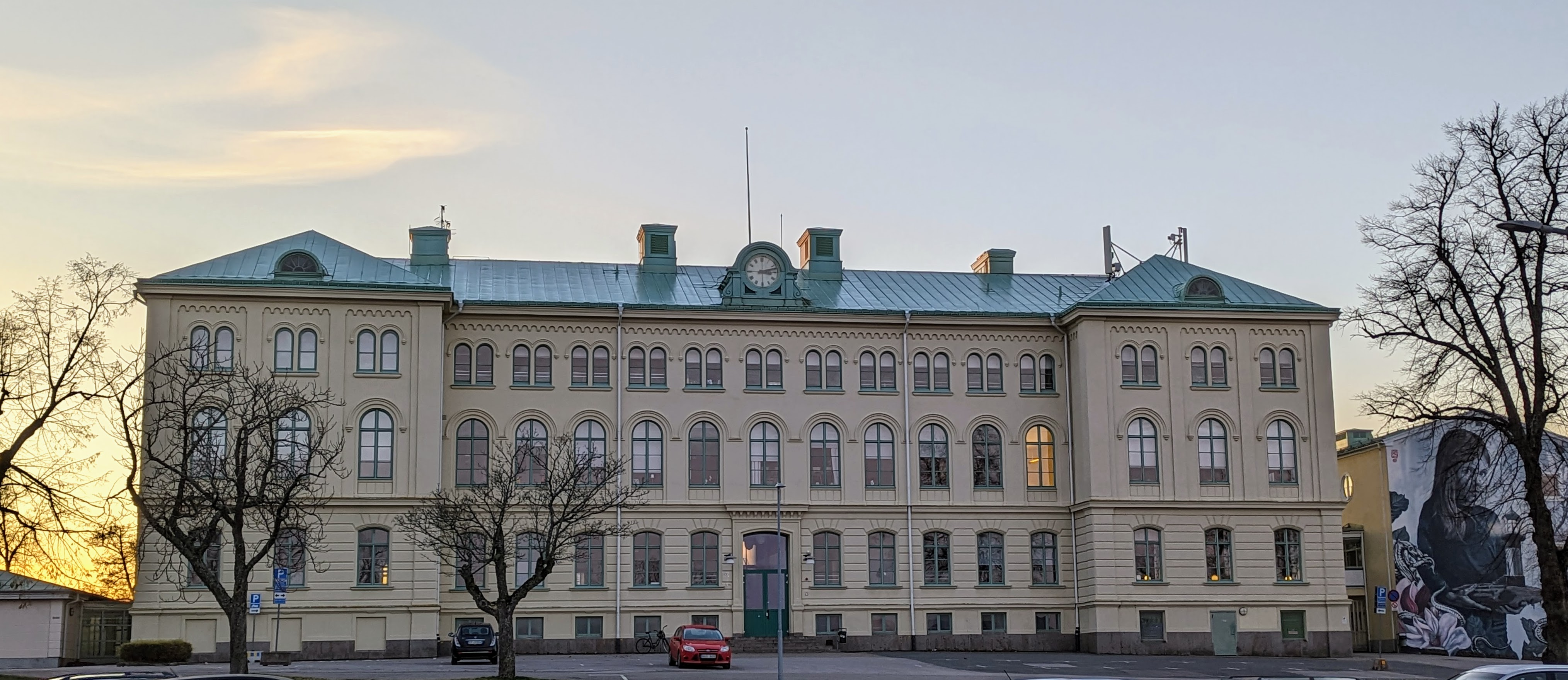
Ellen Keyskolan i Västervik.

Ellen Keyinstitutet har ett kansli med referensbibliotek i Västra Tollstad skola i Ödeshög, där man även har till en av sina huvuduppgifter att ordna utställningar. Institutet utgör ett kontaktnätverk för akademisk forskning om Key och hennes intresseområden och finansierar utgivning av vetenskapliga arbeten om henne.
Key har bland annat hedrats genom det så kallade Keyhuset (K-huset) på Campus Valla som används av Linköpings universitets lärarutbildningar. Hon har givit namn åt Ellen Keyskolan (före detta Norra högstadiet, dessförinnan Högre allmänna läroverket i Västervik). Även Ellen Keyskolan i Bromsten, som är en skola med waldorfpedagogik, bär hennes namn. En annan skola som döpts efter henne är Ellen Keyskolan i Hisings Backa (före detta Erikslundskolan) i Göteborgs kommun. Namnet bestämdes genom elevinflytande.
Ellen Key har en gata uppkallad efter sig i Fruängen (Stockholm) och en i Linköping, samt en mindre park, Ellen Keys park, invid Birger Jarlsgatan i centrala Stockholm.